# Marionia elongoreticulata
Marionia elongoreticulata is een slakkensoort uit de familie van de Tritoniidae. De wetenschappelijke naam van de soort is voor het eerst geldig gepubliceerd in 2007 door Smith & Gosliner.